# Morigny-Champigny
Morigny-Champigny  [moʁiɲi ʃɑ̃piɲi] je obec v jihozápadní části metropolitní oblasti Paříže ve Francii v departmentu Essonne a regionu Île-de-France. Od centra Paříže je vzdálena 47 km.

## Geografie
Obcí protéká řeka Juine.
Sousední obce: Brières-les-Scellés, Étréchy, Auvers-Saint-Georges, Étampes, Bouville, La Forêt-Sainte-Croix a Puiselet-le-Marais.

## Vývoj počtu obyvatel
Počet obyvatel